# オーバーシーズ・ナショナル・エアウェイズ032便大破事故
オーバーシーズ・ナショナル・エアウェイズ032便大破事故は、1975年11月12日に発生した航空事故である。
ジョン・F・ケネディ国際空港からフランクフルト国際空港を経由してサウジアラビアのジッダへ向かう予定だったオーバーシーズ・ナショナル・エアウェイズ（以下、ONA）032便が、ジョン・F・ケネディ国際空港からの離陸時にバードストライクを起こし、離陸を中断した。着陸装置が損傷し、機体は滑走路を外れて大規模な火災が発生した。乗員乗客に死者は出なかったが2人が重傷を負い、30人が軽傷を負った。

## 飛行の詳細

### 事故機
事故機のマクドネル・ダグラス DC-10-30CF (N1032F) は1973年6月29日に製造番号46826/109として製造され、同年に初飛行を行った。搭載されていたエンジンは、ゼネラル・エレクトリック社製CF6-50Cであった。事故時点での総飛行時間は8,193時間で、直近の検査は1975年7月10日に行われていた。。

### 乗員
機長は55歳の男性で、1951年5月21日にONAに雇用された。機長はDC-10の他に、ダグラス DC-4、ダグラス DC-6、ダグラス DC-7、ダグラス DC-8での飛行資格があった。DC-10の機長としての資格は1973年3月2日に取得していた。総飛行時間は約25,000時間で、DC-10では約2,000時間の経験があった。
副操縦士は52歳の男性で、1968年3月18日にONAに雇用された。副操縦士はDC-10の他に、マクドネル・ダグラス DC-9、ロッキード L-188、ダグラス DC-3での飛行資格があった。DC-10への移行訓練は1975年2月19日に修了していた。総飛行時間は約14,500時間で、DC-10では約450時間の経験があった。
航空機関士は44歳の男性で、1959年5月19日にONA雇用された。DC-10への移行訓練は1973年4月2日に修了していた。総飛行時間は約12,000時間で、DC-10では約2,000時間の経験があった。

## 事故の経緯
032便は西ドイツのフランクフルト国際空港を経由してサウジアラビアのジッダへ向かうフェリー・フライトで、乗客は全員ONAの職員だった。コックピットには機長、副操縦士、航空機関士に加えてジャンプシートに職員が搭乗していた。この職員はカメラで離陸風景を撮影しており、事故の様子も収められていた。
EST12時56分、032便はゲートを離れた。機体重量が重かったため、パイロットは最も長い滑走路13Rを要求した。滑走路13Rは、風や騒音を考慮してあまり使われない滑走路だった。また、路面が粗く、水捌けが悪かったために事故当時も水溜まりがあった。

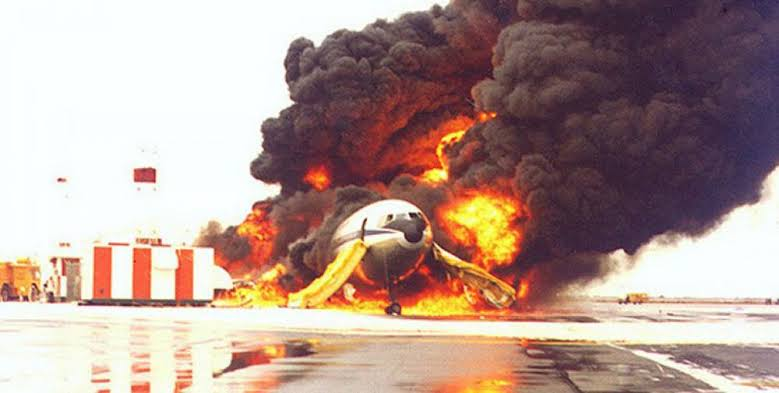
炎上する032便

032便は13時10分に離陸を開始した。100ノットに達した直後に滑走路前方から100羽近いカモメが飛び立った。032便はカモメの大群に突っ込み、1-3回の爆発音が鳴った。機長は離陸中止を決断し、逆推力装置を作動させた。航空機関士は第3エンジンの逆推力装置が作動していないと述べた。また、航空機関士は2番のブレーキシステム圧力がゼロになっていることに気付いた。数秒後、第3エンジンの火災警報が鳴り、パイロットは消火装置を作動させた。このとき、右主翼で火災が発生していたが、パイロットは出火していることに気付かなかった。機体は滑走路を外れ、誘導路Zを横切りショルダー部で停止した。滑走路を外れた際に着陸装置が壊れ、主翼の燃料タンクが損傷したため、燃料漏れが発生した。停止後、脱出がすぐに行われ、13時15分ごろには搭乗者139人全員の脱出が完了した。乗員乗客30人が軽傷を負い、2人が重傷を負ったが、死者は出なかった。
事故によりジョン・F・ケネディ国際空港は15時47分ごろまで一時的に閉鎖され、少なくとも9便がボストンなどへダイバートした。

## 事故調査

### 火災の分析と残骸の調査

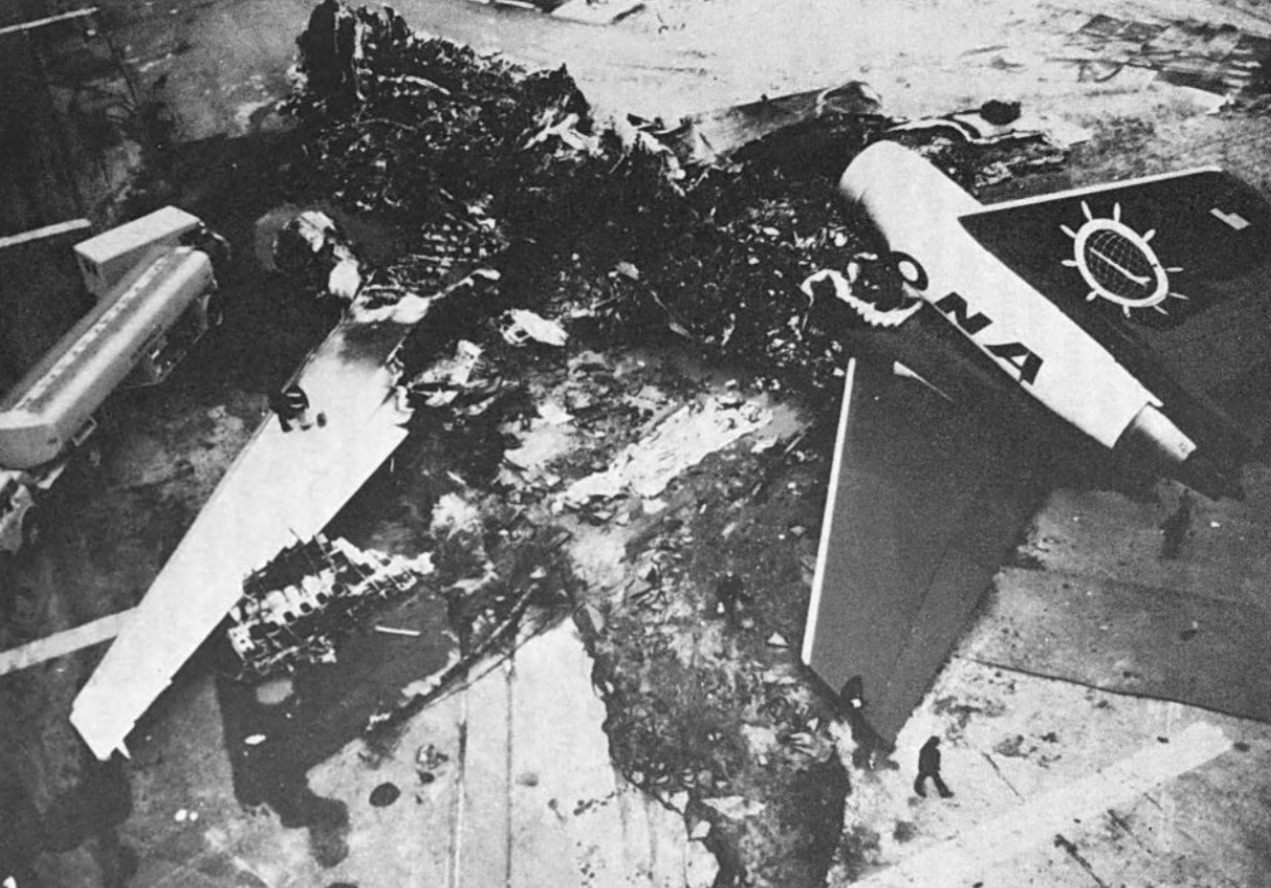
事故機の残骸

機体右側に着席していた客室乗務員、及び乗客は第3エンジンが脱落した直後に火災が発生したと証言した。機体は舗装路を逸脱した後に排水溝付近で停止したため、燃料が管内部に流れ込み、大規模な火災が発生した。そのため、空港の消防設備で火災を制御することは事実上不可能の状態となった。消防隊は化学消火器を用いて消火活動を行ったが、鎮火までに36時間を要した。調査から、バードストライクが起こった後、第3エンジンの前方にあるファン・ブレードの損傷により外板が削られていたことが判明した。そのため外板の材料だったエポキシ樹脂が粉末となり、コンプレッサー部で爆発的燃焼を招き、エンジンが脱落した。
コックピットボイスレコーダー（CVR）とデジタルフライトデータレコーダー（DFDR）はどちらも事故現場から回収された。しかし、DFDRは速度が168ノット (311 km/h)に達した直後に記録を停止しており、CVRはテープが火災によって焼けてしまっていた。
滑走路上では23羽のオオカモメとセグロカモメの死骸が発見された。死骸の中には翼幅が66インチに達するものも含まれていた。

### 鳥への対策
ジョン・F・ケネディ国際空港の位置するニューヨーク、及びニュージャージーでは鳥を空港から遠ざけるための取り組みがなされていた。具体的には、騒音発生器の設置、バードパトロールによる巡回、忌避剤散布やカモメの発する警戒音の録音テープの再生などが行われており、最大7人の職員が対応に当たっていた。これらの対策は、アメリカ合衆国環境保護庁、連邦航空局（FAA）、ニューヨーク・ニュージャージー港湾公社、ニューヨーク市衛生局によって行われていた。1975年7月から10月にかけて深刻なバードストライク事故は11件報告されており、うち5件はエンジン交換を要するものだった。これを受けたニューヨーク・ニュージャージー港湾公社は、11月1日から対策を強化させていた。6時から10時と14時以降はショットガンを装備した職員が搭乗した車両をパトロールさせ、10時から14時まではさらに車両を2台に増やしていた。

### NTSBの結論
NTSBは大量のカモメが吸い込まれたことにより第3エンジンが分離し、火災が発生したと結論付けた。機体が滑走路内で停止できなかった理由として、
- 第3エンジンの油圧系統が損傷したため、ブレーキシステムの1つが機能せず、制動力が50%減少したこと。
- 第3エンジンが脱落したことにより、スラストリバーサーによる効果が減少したこと。
- 少なくとも3つのタイヤが破損したこと。
- 油圧系統の損傷により一部のスポイラーが展開しなかったこと。
- 滑走路面が湿っていたこと。

の5つのことを挙げた。また事故の要因として、
- JFKの鳥監視システムがバードストライクの発生を効果的に予防できなかったこと。
- 連邦航空局とゼネラル・エレクトリックが認証試験の際に、エポキシ樹脂がエンジンに対してどの程度の損傷を与える可能性があるか考慮していなかったこと。

の2つのことを挙げた。エポキシ樹脂は他の外板材料と比べると可燃性が高かった。

### GEAEの結論
エンジンの製造元であるGE・アビエーション（GEAE）も事故調査に参加していた。事故機の第3エンジンはGEAEの施設で解体され、詳細な検査が行われた。エンジンの冶金学的検査などから、GEAEは第3エンジンに吸い込まれたカモメはエンジンを破損させておらず、故障の要因にはならなかったと断定した。また、エンジンを破損させた異物は主脚のタイヤの破片であるとし、NTSBの調査結果と異なる結論を出した。さらにGEAEは、大規模なエンジン火災の原因についても異論を唱えた。NTSBは、外板に使用されていたエポキシ樹脂がコンプレッサー内で爆発的な燃焼を招き、エンジンが脱落したと推測した。一方でGEAEは、エポキシ樹脂はコンプレッサー内で発火したもののエンジンに大きな損傷を与えるほどではなかったと結論付けた。大規模な火災についてGEAEは、タイヤの破片が燃料パイプを切断したためだと推測した。

### 安全勧告
NTSBはこの事故を受けて、15個の安全勧告を発令した。勧告には、バードストライクによってエンジンがどの程度の損傷を受けるかを調査することや航空機のタイヤ、ブレーキ、ホイールの認証要件の変更などが含まれていた。
連邦航空局は1976年8月20日と1977年11月30日に耐空性改善指令（AD）を発令した。これらのADでは以下のことが勧告された。
- CF6-50エンジンの外板として用いられていたエポキシ樹脂を、不燃性で高圧コンプレッサーに損傷を与えないアルミハニカムに置き換えること（AD 76-17-01）[23]。
- CF6-6エンジンの外板として用いられていたエポキシ樹脂を、不燃性で高圧コンプレッサーに損傷を与えないアルミハニカムに置き換えること（AD 76-21-04）[24]。